# Iglesia de San Nicolás el Huérfano
La Iglesia de San Nicolás Orfanos (en griego Ἅγιος Νικόλαος ὁ Ὀρφανός) es una iglesia bizantina de principios del siglo XIV en el norte de la ciudad griega de Salónica.

## Ubicación
La iglesia está situada en la esquina noreste de la ciudad vieja, justo dentro de la muralla oriental, entre las calles Irodotou y Apostolou Pavlou.

## Historia y descripción

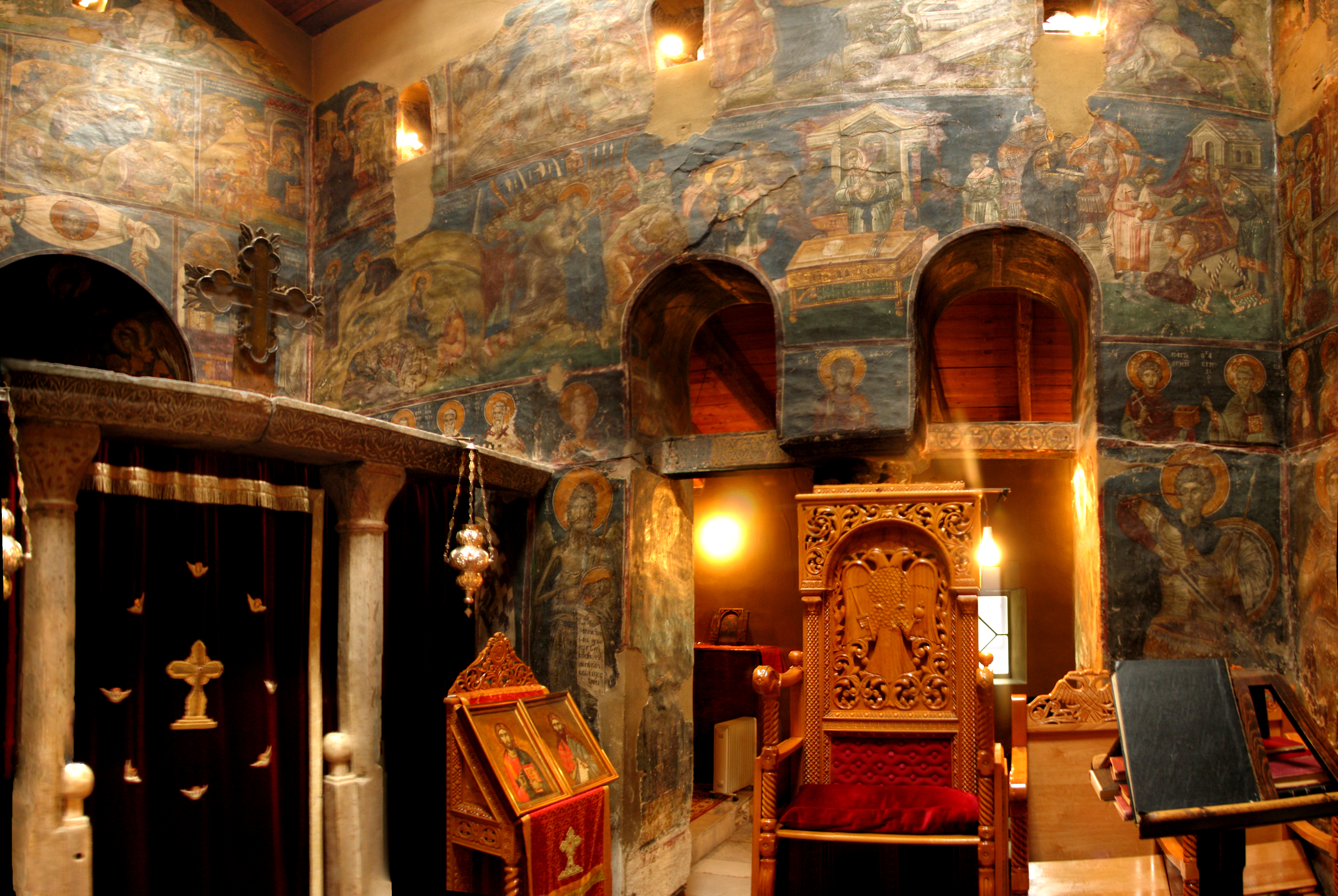
Vista interior de la iglesia con frescos bien conservados

El nombre de la iglesia, 'San Nicolás el huérfano', se atestigua por primera vez en los  siglos XVII y XVIII, y presumiblemente hace referencia a su desconocido ktetor o fundador. Por su decoración interior, el edificio está datado en el período 1310-1320. La iglesia originalmente formaba parte de un monasterio, del que quedan restos de una puerta al este.
La iglesia fue construida originalmente como un simple edificio de un solo pasillo con un techo de madera a dos aguas. Más tarde se añadieron naves laterales en tres lados. Forman un ambulatorio, bajo cuyo suelo se han encontrado varias tumbas. La mampostería presenta capas irregulares de ladrillo y piedra, con algunas cerámicas en el lado este y decoración de ladrillo en los lados este y oeste. En el interior, el pasillo central está conectado a los otros con dobles aberturas decoradas con capiteles reutilizados de la antigüedad tardía. Se conserva el templón de mármol original.
La iglesia es notable por sus frescos, contemporáneos a la construcción de la iglesia, que cubren casi toda la superficie interior. Son un ejemplo de la escuela tesalónica en el apogeo del "Renacimiento Palaiologico", y su creador puede ser el mismo que decoró el monasterio de Hilandar en el Monte Athos en 1314. La iglesia ha sido vinculada al rey serbio Esteban Uroš II Milutin (r. 1282-1321), quien es conocido por haber patrocinado iglesias en la ciudad, debido a la representación en la nave principal de San Jorge Gorgos, el santo patrono del gobernante serbio, y de San Clemente de Ohrid, un motivo favorito de las iglesias serbias.
El monasterio continuó funcionando durante el período otomano. Los frescos fueron descubiertos en 1957-1960 durante los trabajos de restauración.

## Galería de imágenes

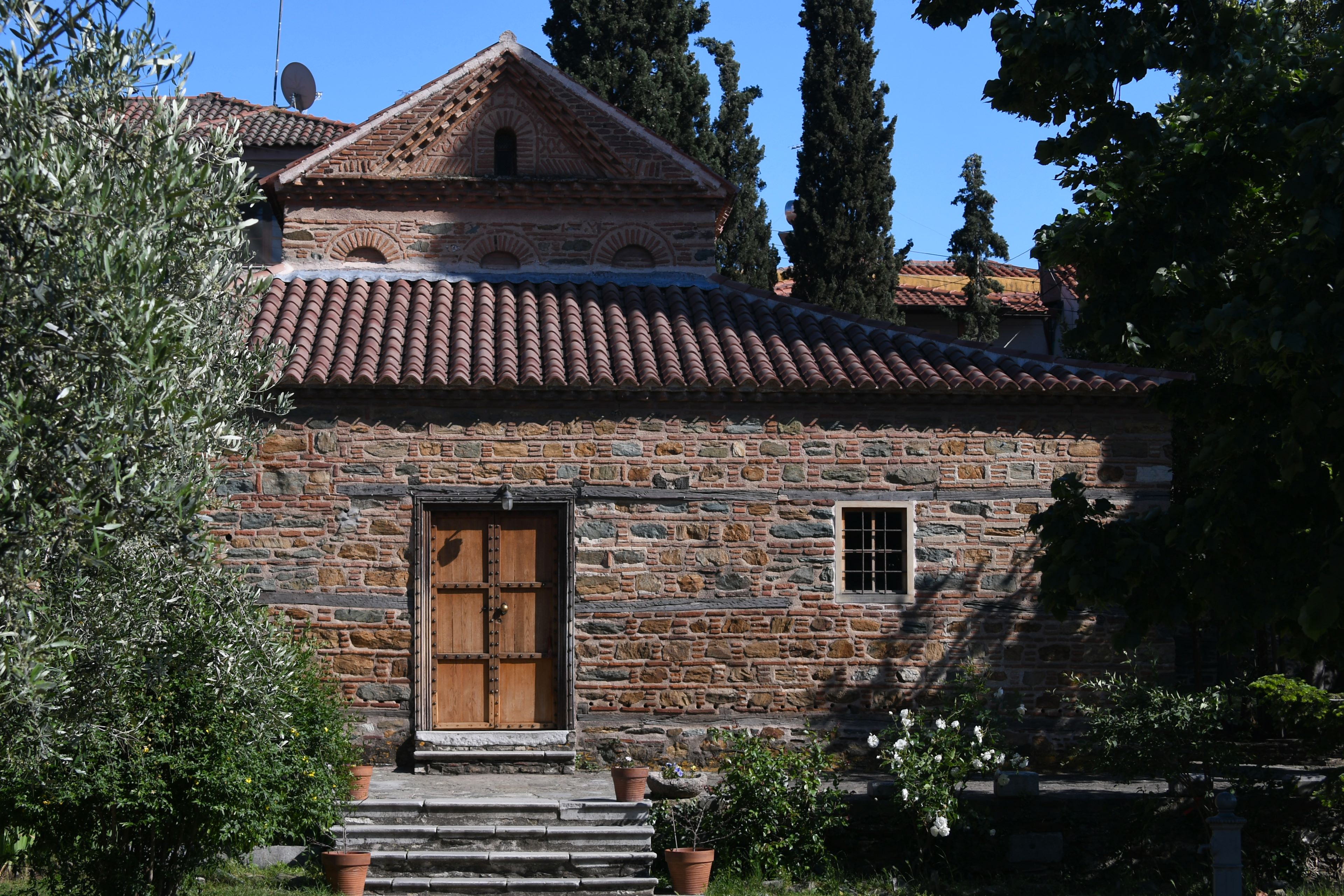
Vista general
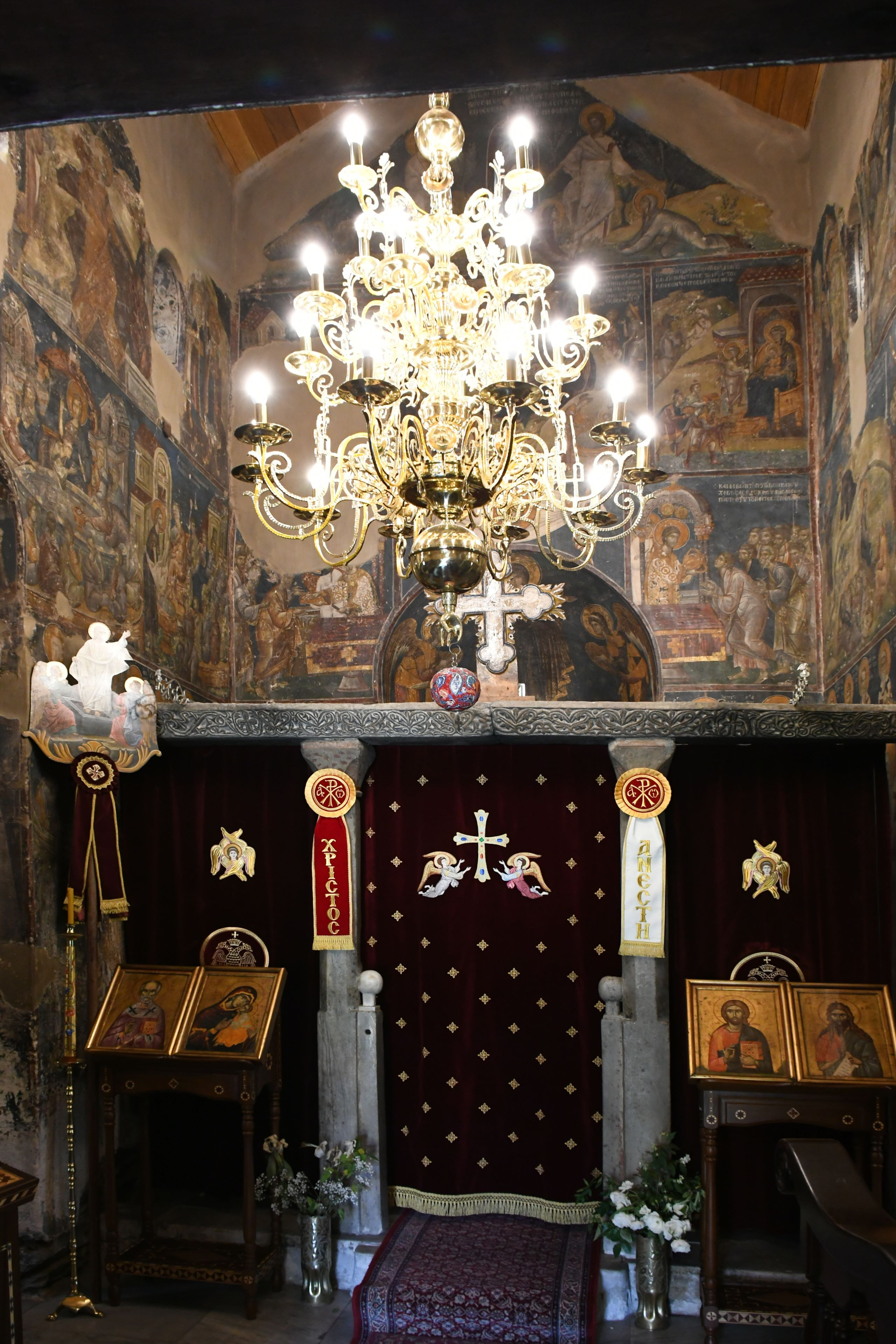
Interior
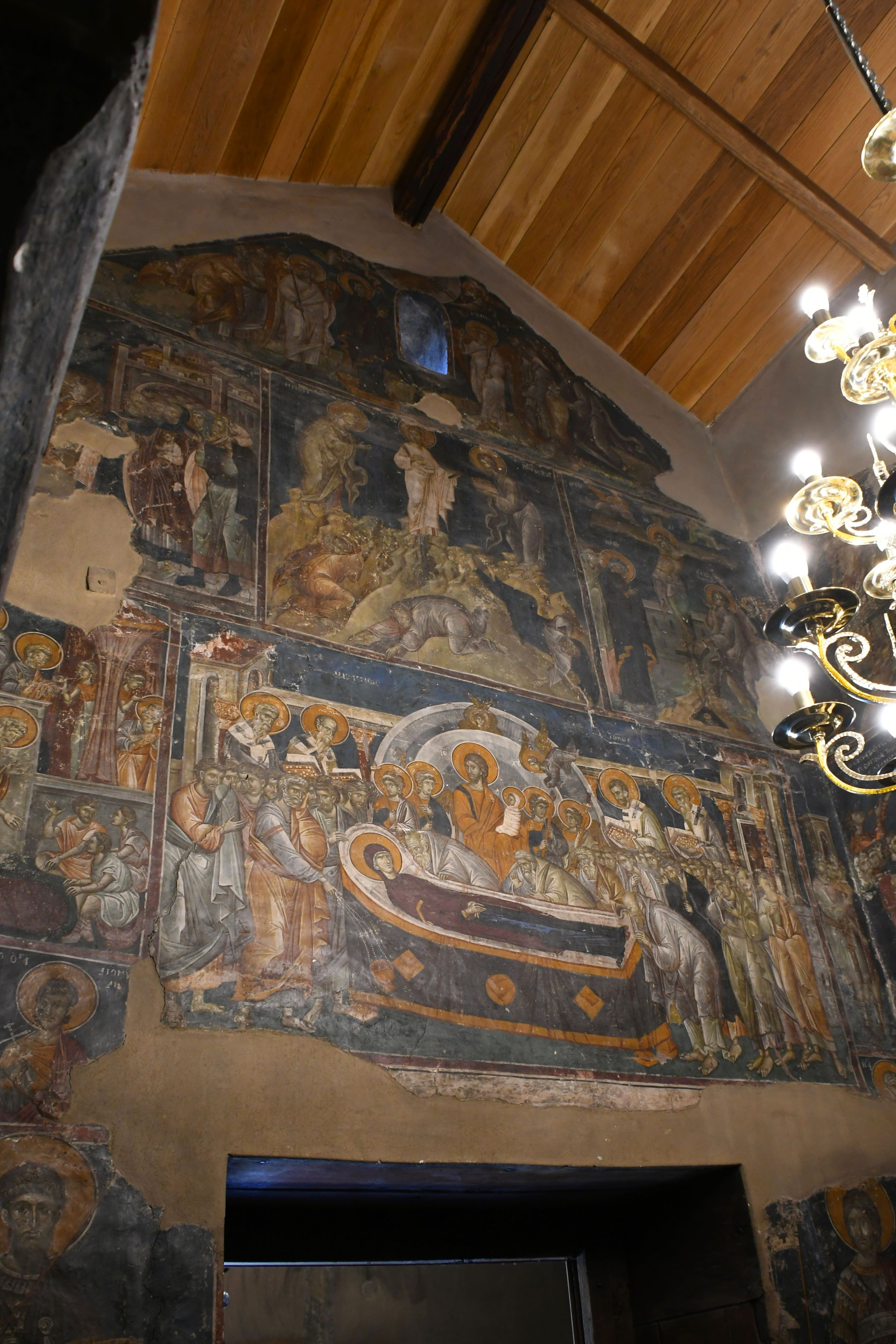
Frescos
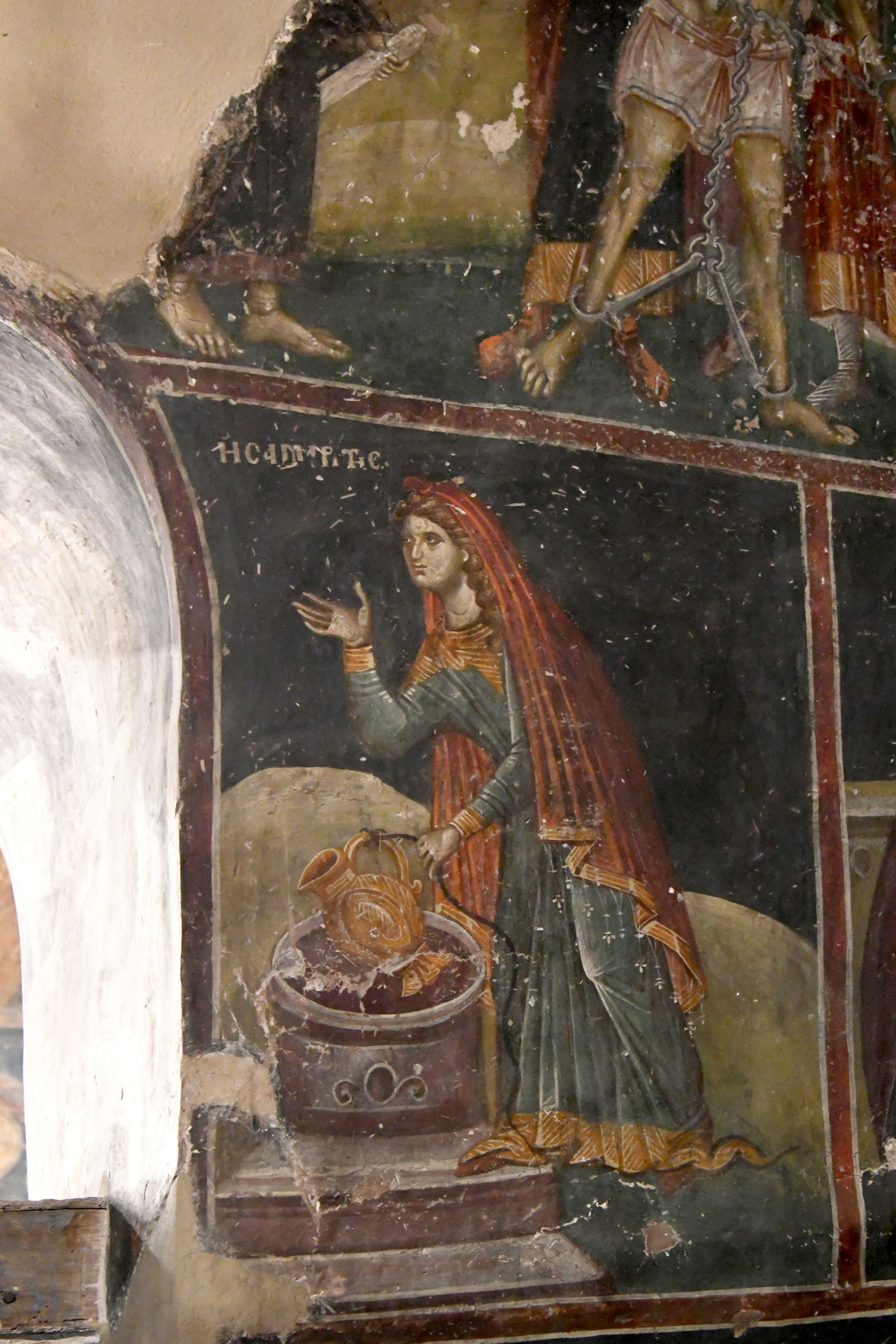
Fresco delsamaritano
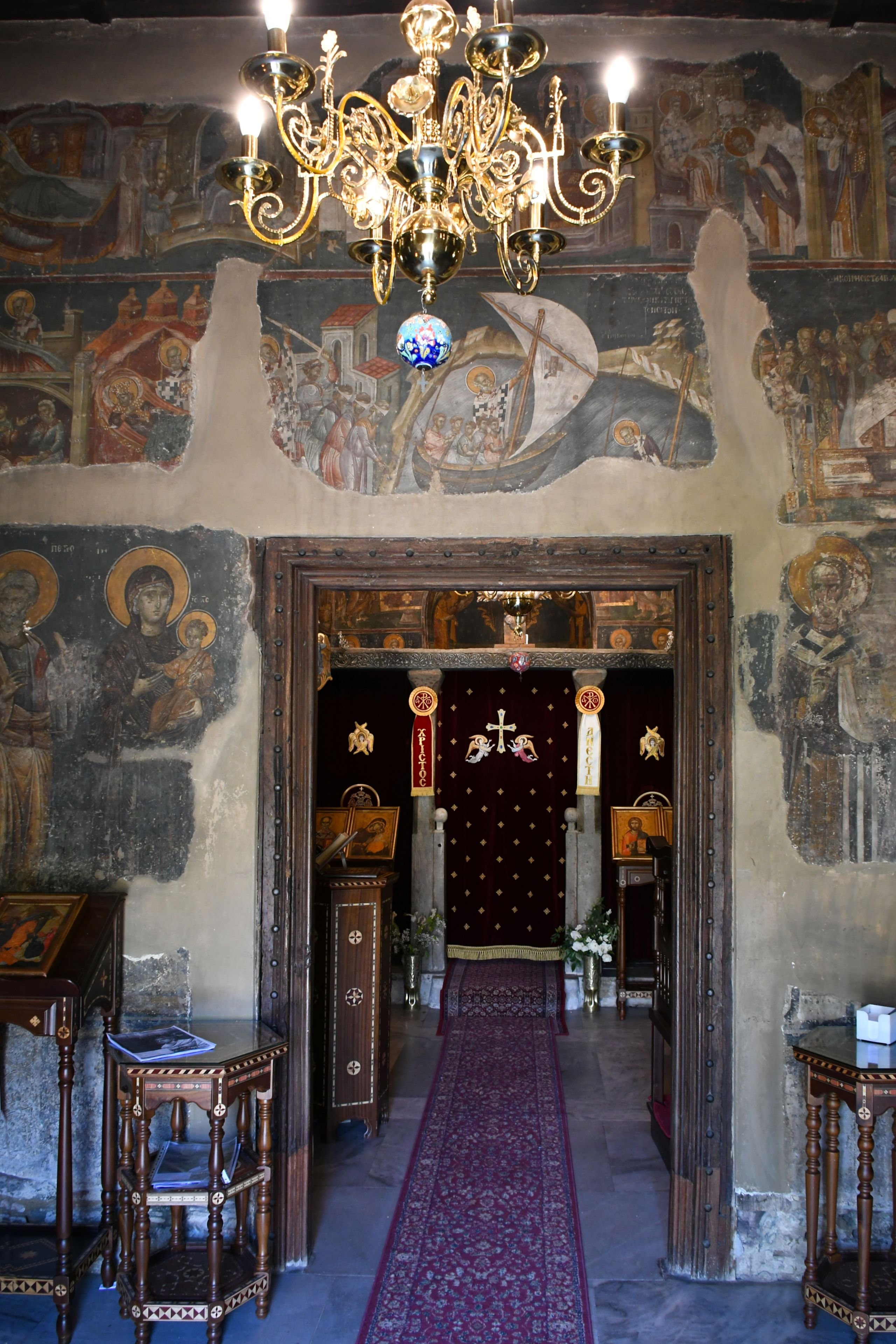
Interior
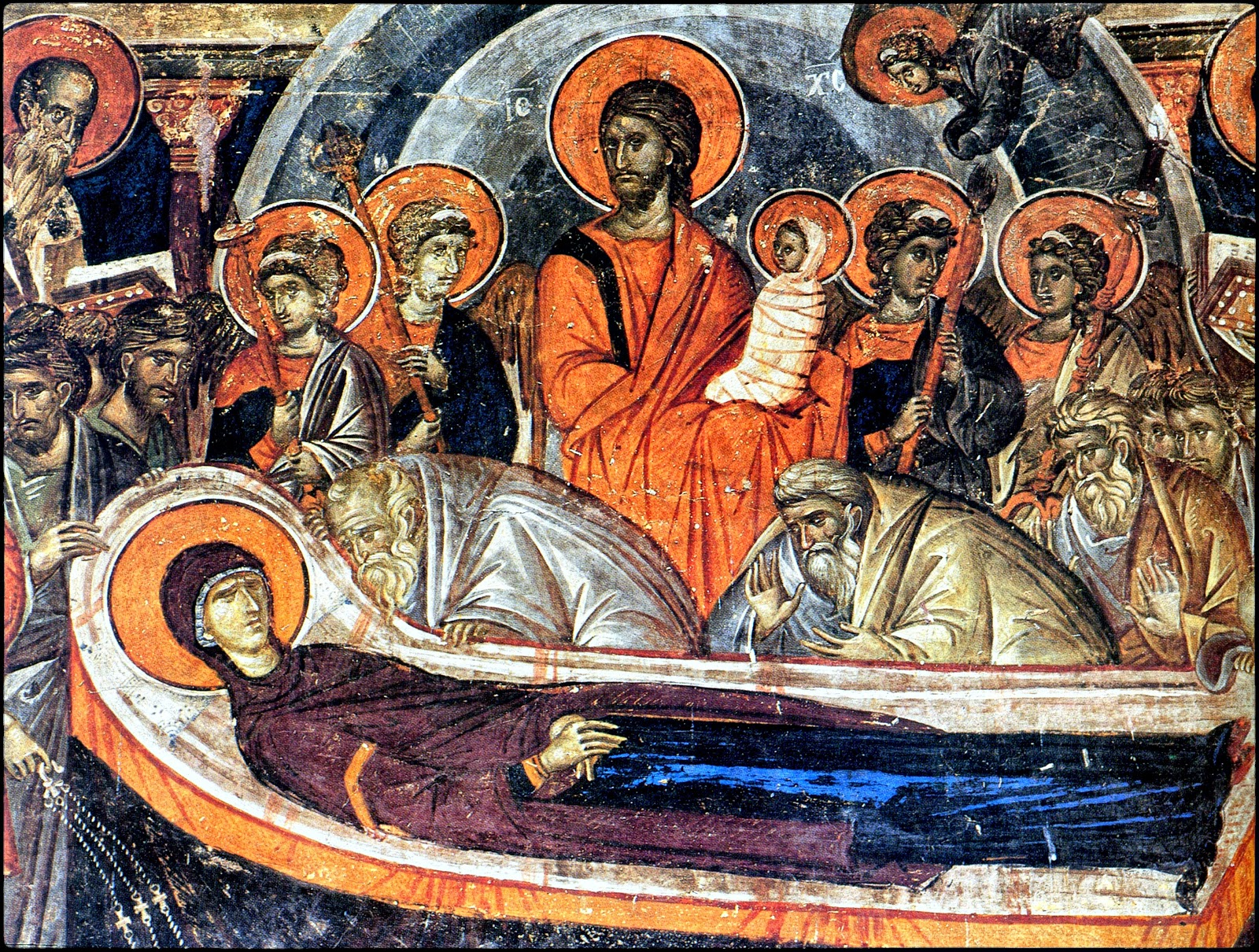
Dormición de la Virgen,(Theotokos)
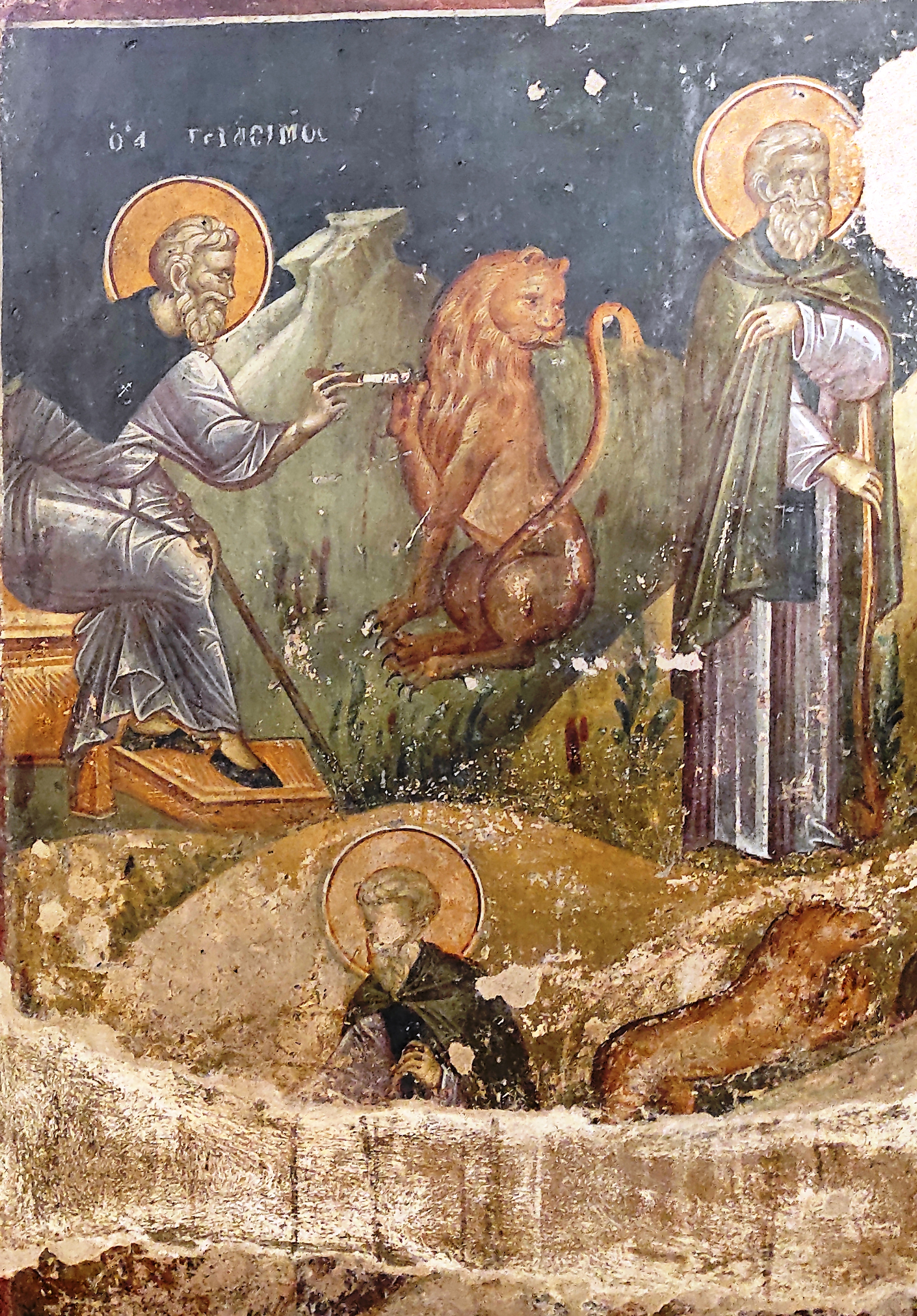
San Gerasimos el jordano sacando la espina de la pata del león con un cuchillo